# Мэнофф, Дина
Ди́на Бет Мэ́нофф (англ. Dinah Beth Manoff; род. 25 января 1956, Нью-Йорк, Нью-Йорк) — американская актриса, телережиссёр и сценарист, телепродюсер, певица.

## Биография и карьера
Дина Бет Мэнофф родилась 25 января 1956 года в Нью-Йорке (штат Нью-Йорк, США) в семье сценариста Арнольда Мэноффа (1914 — 1965) и актрисы Ли Грант, которые были женаты c 1951 по 1960 года. У Дины есть два старших единокровных брата от первого брака отца с Марджори МакГрегор — Том Мэнофф и Майкл Мэнофф (1946 — 2012). Дина провела свои подростковые годы в родном Нью-Йорке и Малибу (штат Калифорния). В 1975 году Дина была принята в Актёрскую студию на Манхэттене.
Она наиболее известна благодаря роли в ситкоме «Пустое гнездо» (1988 — 1995).
С 1980 по 1985 год Мэнофф была замужем за дизайнером Жаном-Марком Жубером. С 1997 года Мэнофф замужем за Артуром Мортеллом, от которого у неё родилось три сына: Дашиэлл Мэнофф Мортелл (26 марта 1997 — 7 января 2017) и близнецы — Оливер Мортелл и Дези Мортелл (род. 18 января 2002). Старший сын, Дашиэлл, погиб в автокатастрофе с участием девяти транспортных средств на межштатной автомагистрали 90 близ Кле Элума в штате Вашингтон в возрасте 19 лет.

## Избранная фильмография
актриса
| Год       |    | Русское название                       | Оригинальное название         | Роль                  |
| --------- | -- | -------------------------------------- | ----------------------------- | --------------------- |
| 1975      | ф  | Каждый ездит на каруселях              | Everybody Rides the Carousel  | сцена 7 (озвучивание) |
| 1976      | тф | Рейд на Энтеббе                        | Raid on Entebbe               | Рэйчел Сейджер        |
| 1978      | с  | Семья                                  | Family                        | Мара                  |
| 1978      | ф  | Бриолин                                | Grease                        | Марти Марашинок       |
| 1978      | с  | Мыло                                   | Soap                          | Илейн Лефковиц-Даллас |
| 1979      | с  | Лу Грант                               | Lou Grant                     | Джоани Юм             |
| 1979      | с  | Морк и Минди                           | Mork & Mindy                  | Кэти Камберленд       |
| 1980      | ф  | Обыкновенные люди                      | Ordinary People               | Карен Олдрих          |
| 1984      | с  | Кегни и Лейси                          | Cagney & Lacey                | Джейн Тэнтон          |
| 1987      | с  | Она написала убийство                  | Murder, She Wrote             | Дженни Куперсмит      |
| 1988      | ф  | Ответный огонь                         | Backfire                      | Джилл Тайсон          |
| 1988      | ф  | Детские игры                           | Child's Play                  | Мэгги Питерсон        |
| 1989      | ф  | Ищейки с Бродвея                       | Bloodhounds of Broadway       | Мод Миллиган          |
| 1990      | ф  | Добро пожаловать домой, Рокси Кармайкл | Welcome Home, Roxy Carmichael | Эвелин Уиттачер       |
| 1991—1992 | с  | Золотые девочки                        | The Golden Girls              | Кэрол Уэстон          |
| 1995      | с  | Прикосновение ангела                   | Touched by an Angel           | Кэлли Мартин          |

режиссёр
- 1999 — «Сабрина — маленькая ведьма»/Sabrina, the Teenage Witch